# Đại sứ quán Việt Nam tại Pháp
Đại sứ quán nước Cộng hòa xã hội chủ nghĩa Việt Nam tại Paris là cơ quan đại diện ngoại giao chính thức của nước Cộng hòa Xã hội chủ nghĩa Việt Nam tại Cộng hòa Pháp.

## Các nhiệm kỳ
- Võ Văn Sung (1974 – ) [1]
- Trịnh Ngọc Thái (1992 – 1996)[2]
- Nguyễn Chiến Thắng[3] (1996 – 1999)
- Nguyễn Mạnh Dũng (1999 – 2003)[4]
- Nguyễn Đình Bin (2003 – 2007)[5][4]
- Lê Kính Tài (2007 – 2011)[4][6]
- Dương Chí Dũng (2011 – 2015)[7][4]
- Nguyễn Ngọc Sơn (2015 – 2017)[8]
- Nguyễn Thiệp (2017 – 2021)[9]
- Đinh Toàn Thắng (2021 – đương nhiệm)[10]